# Fosfolipasa D

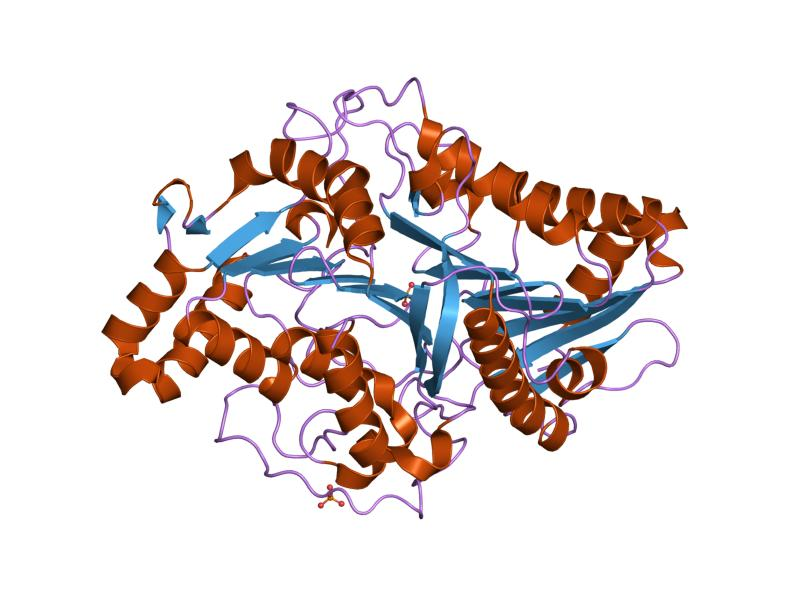
Estructura molecular de la fosfolipasa D.

Fosfolipasa D es una enzima localizada en la membrana plasmática que hidroliza el lípido fosfatidilcolina a ácido fosfatídico (que queda alojado en la membrana) y colina (hidrosoluble y capaz de difundir en el citosol). En humanos hay dos isoformas de esta enzima, PLD1 y PLD2. Relacionada con la transducción de señales, interactúa con proteín kinasas como PKC, ERK y TYK (algunas de las cuales están en la ruta MAPK).
Cabe destacar que la colina, elemento común en la célula, no es una señal interna per se, y que su abundancia no varía en términos apreciables debido a la actividad de esta enzima. El ácido fosfatídico, en cambio, sí interviene como molécula señal y es capaz de reclutar a la kinasa de esfingosina 1 a la membrana. Además, este ácido es hidrolizádo rápidamente pro parte de la ácido fosfatídico fosfohidrolasa, dando lugar a diacilglicerol (DAG), el cual es un compuesto clave en las rutas de señalización celular; no obstante, pese a la capacidad de interconversión sus funciones se encuentran delimitadas en rutas biológicas distintas.